# Cezary Kuklo
Cezary Kuklo (ur. 19 września 1954 w Białymstoku) – polski historyk, demograf, profesor zwyczajny w Instytucie Historii i Nauk Politycznych Uniwersytetu w Białymstoku, autor blisko 400 publikacji naukowych wydanych w kraju i za granicą, członek wielu komitetów, prezydiów i zespołów redakcyjnych, projektów badawczych. W latach 2000–2012 organizator i dyrektor białostockiego oddziału IPN[1]. Doctor honoris causa Uniwersytetu Jana Kochanowskiego w Kielcach.

## Życiorys
Uczeń prof. Andrzeja Wyczańskiego, studiował historię w filii Uniwersytetu Warszawskiego w Białymstoku, gdzie w 1977 r. obronił pracę magisterską. W 1987 uzyskał stopień doktora nauk humanistycznych na Wydziale Historycznym UW na podstawie rozprawy doktorskiej: Rodzina i społeczeństwo południowych dzielnic Warszawy w XVIII wieku. Struktury demograficzne. Ta sama Rada nadała mu stopień doktora habilitowanego w 1998 r. – podstawą postępowania była praca Kobieta samotna w społeczeństwie miejskim u schyłku Rzeczypospolitej szlacheckiej (recenzentami w przewodzie habilitacyjnym byli profesorowie Jerzy Topolski, Andrzej Wyczański i Andrzej Wyrobisz). W 2010 r. otrzymał tytuł profesora. 24 czerwca 2021 r. za wybitne zasługi na rzecz rozwoju nauki historycznej, a w szczególności demografii historycznej, Senat Uniwersytetu Jana Kochanowskiego w Kielcach nadał tytuł doctora honoris causa. W badaniach koncentruje się na problematyce demografii historycznej i historii społeczno-gospodarczej epoki staropolskiej. 
W życiu prywatnym mąż i ojciec dwóch córek. Żona Helena, pedagog i logopeda, obecnie na emeryturze; starsza córka Marta Skrodzka, dr prawa, specjalista w zakresie prawa handlowego i alternatywnych metod rozwiązywania sporów, stypendystka Fundacji Kościuszkowskiej i Fundacji Fulbrighta; młodsza córka Justyna, absolwentka Akademii Sztuk Pięknych w Gdańsku (dyplom z malarstwa z wyróżnieniem) i Académie royale des Beaux-Arts de Bruxelles (tkanina).

## Pełnione funkcje i działalność

### Na rzecz Instytutu/Wydziału/Uczelni
- Wicedyrektor Instytutu Historii Filii UW w Białymstoku/Uniwersytetu w Białymstoku (1991-1999); dyrektor IH UwB (1999-2000)
- Kierownik Katedry Historii Społeczno-Gospodarczej, Demografii i Statystyki (od 2006 r.)
- Przewodniczący Rady Naukowej Instytutu Historii i Nauk Politycznych (od 2008 r.)
- Organizator i Dyrektor Centrum Badań Struktur Demograficznych i Gospodarczych Przednowoczesnej Europy Środkowo-Wschodniej (od 2013 r.)
- Członek Senatu i Przewodniczący Senackiej Komisji ds. Kadry Naukowej i Zatrudnienia w kadencji 2016-2020

### Na rzecz środowiska w kraju i za granicą
- Członek Prezydium Komitetu Nauk Demograficznych PAN (od 2011 r.)
- Wiceprzewodniczący Komitetu Nauk Historycznych PAN (od 2016 r.; wcześniej 2011-2015 Sekretarz Naukowy)
- Członek Polskiej Komisji Akredytacyjnej (2012-2015), wcześniej ekspert UKA i PKA
- Przewodniczący Sekcji/Zespołu Demografii Historycznej KND PAN (od 2000 r.)
- Członek Zespołu ds. publikacji humanistycznych i społecznych Wydziału I PAN na kadencję 2015-2018
- Członek Komitetu Organizacyjnego odpowiedzialnego za przygotowanie XXIII Międzynarodowego Komitetu Nauk Historycznych w Poznaniu w 2020 r. (od 2015 r.)
- Członek Zespołu Historii Kobiet KNH PAN (od 1997 r.)
- Członek Zespołu Historii Miast KNH PAN (od 2012 r.)
- Członek Rady Programowej III Kongresu Zagranicznych Badaczy Dziejów Polski, Kraków, 2015-2017
- Członek Komisji Nauk Humanistycznych Oddziału PAN w Olsztynie i Białymstoku z siedzibą w Olsztynie (od 2016 r.)
- Wiceprezes Polskiego Towarzystwa Historycznego (od 2015 r.; wcześniej 2011-2014 Sekretarz Generalny PTH).
- Przewodniczący Komitetu Okręgowego Olimpiady Historycznej (od 2001 r.) oraz członek Komitetu Głównego Olimpiady Historycznej (od 2014 r.).
- Członek Biura Międzynarodowej Komisji Demografii Historycznej CISH (2000-2010)
- Członek Rady Doskonałości Naukowej (od 2019)[3]

### Członkostwo towarzystw naukowych
- Francuskie Towarzystwo Demografii Historycznej
- Włoskie Towarzystwo Demografii Historycznej
- Association for History and Computing
- Międzynarodowa Komisja Demografii Historycznej CISH
- Polskie Towarzystwo Historyczne
- Białostockie Towarzystwo Naukowe
- Poznańskie Towarzystwo Przyjaciół Nauk

### Członek redakcji i rad naukowych czasopism i serii
| Periodyk                                          | Funkcja                          |
| ------------------------------------------------- | -------------------------------- |
| Przeszłość Demograficzna Polski                   | Z-ca red. naczelnego od 2000     |
| Roczniki Dziejów Społecznych i Gospodarczych      | Członek redakcji od 1996/1997    |
| Studia Podlaskie                                  | Członek redakcji od 1997         |
| Biuletyn Historii Pogranicza                      | Członek redakcji od 2000         |
| Społeczeństwo staropolskie                        | Członek redakcji od 2008         |
| Studia Demograficzne                              | Członek Rady Redakcyjnej od 2007 |
| Między Zachodem a Wschodem                        | Członek Rady Naukowej od 2005    |
| Czasy Nowożytne                                   | Członek Rady Naukowej od 2009    |
| Komunikaty Mazursko-Warmińskie                    | Członek Rady Naukowej od 2010    |
| Rocznik Lubelskiego Towarzystwa Genealogicznego   | Członek Rady Naukowej od 2013    |
| Rocznik Białostocki                               | Członek Rady Naukowej od 2014    |
| Rodzina Dawna. Studia historyczno-antropologiczne | Członek Rady Naukowej od 2015    |

Kierownik strony polskiej międzynarodowego grantu naukowego Unii Europejskiej „Servant Project = The socio-economic role of males and females in domestic service as factor of European Identity” (HPSE-CT 2001-50012) w latach 2001–2004 oraz kierownik kilku krajowych projektów badawczych finansowanych m.in. ze środków Narodowego Centrum Nauki i Narodowego Programu Rozwoju Humanistyki.
Uczestnik Międzynarodowego Kongresu Historii Gospodarczej w Leuvain (1990 r.) i w Mediolanie (1994 r.) oraz Międzynarodowego Kongresu Nauk Historycznych w Montrealu (1995 r.) i Oslo (2000 r.).
Recenzent w wielu postępowaniach o nadanie tytułu profesora, stopnia doktora habilitowanego i doktora. Promotor czterech doktoratów: dr Małgorzaty Kameckiej (2007 r.); dra Łukasza Lubicz-Łapińskiego (2011 r.), dra Radosława Poniata (2012 r.) i dra Piotra Łozowskiego (2018 r.) oraz ponad 100 prac magisterskich i ponad 40 prac podyplomowych.

### Nagrody i odznaczenia
Nagrodzony w 1990 r. I nagrodą w międzynarodowym konkursie na najlepszą pracę doktorską z zakresu historii gospodarczej ogłoszonym przez Association Internationale d’Histoire Economique, Leuvain, Belgia (okres: historia nowożytna XVI-XVIII w.). Następnie w 1999 r. nagrodą indywidualną Ministra Edukacji Narodowej za pracę habilitacyjną. Szerokie uznanie zdobyła wydana w 2009 r. książka Demografia Rzeczypospolitej Przedrozbiorowej, która w 2012 r. została nagrodzona przez Wydział I Nauk Humanistycznych i Społecznych PAN w dziedzinie demografii. Nagradzany również nagrodami naukowymi Rektora UW ds. Filii w Białymstoku i Rektora Uniwersytetu w Białymstoku.
Wieloletnia działalność na polu naukowym, organizacyjnym i administracyjnym została uhonorowana licznymi odznaczeniami:
- Srebrną Odznaką „Zasłużony Białostocczyźnie” (1998 r.).
- Srebrnym i Złotym Krzyżem Zasługi (2006 r.[4], 2011 r.[5])[6].
- Medalem „Pro Memoria” (2006 r.).
- Medalem Komisji Edukacji Narodowej (2008 r.).
- Odznaką Honorową „Za Zasługi dla Statystyki RP” (2000 r., 2014 r.).
- Medalem „Zasłużony dla Olimpiady Historycznej” (2015 r.).
- Krzyżem Kawalerskim Orderu Odrodzenia Polski za wybitne zasługi w pracy naukowo-badawczej i dydaktycznej (2019)[7][8]
- 2021 - Doctor Honoris Causa Uniwersytetu Jana Kochanowskiego w Kielcach[9].
- 2024 - Krzyżem Oficerskim Orderu Odrodzenia Polski za wybitne zasługi w upowszechnianiu wiedzy historycznej, za osiągnięcia w działalności naukowej, społecznej i organizacyjnej (2024[10])

## Najważniejsze prace
- Rodzina w osiemnastowiecznej Warszawie (1991 r.).
- Kobieta samotna w społeczeństwie miejskim u schyłku Rzeczypospolitej szlacheckiej (1998 r.).
- Demografia Rzeczypospolitej przedrozbiorowej (2009 r.).
- The Population of the Holy Cross Parish in Warsaw in the 18th Century (2016 r.).
- [współautor: W. Gruszecki] Informatyczny System Rekonstrukcji Rodzin, Gospodarstw Domowych i Społeczności Lokalnych w Polsce przedrozbiorowej (2004 r.).
- [współautorzy: J. Łukasiewicz, C. Leszczyńska] Historia Polski w liczbach. Polska w Europie – History of Poland in Numbers. Poland in Europe, t. III (2014 r.).
- [współautorzy: P. Guzowski, R. Poniat] O historii integralnej w ujęciu Andrzeja Wyczańskiego (2015 r.).
- Studies of family and household in preindustrial Poland, ed. P. Guzowski, C. Kuklo (2015 r.).